# Ertugrul Gazi
Ertugrul Gazi – плавуча установка з регазифікації та зберігання зрідженого природного газу (Floating storage and regasification unit, FSRU), споруджена для турецької енергетичної компанії BOTAŞ. Перша установка такого типу під турецьким прапором.

## Загальна інформація
Судно завершили у 2021 році на південнокорейській верфі  компанії Hyundai Heavy Industries. 
Розміщена на борту регазифікаційна установка здатна видавати 28 млн м3 на добу. Зберігання ЗПГ відбувається у резервуарах загальним об’ємом 170000 м3. За необхідності, судно може використовуватись як звичайний ЗПГ-танкер.

## Служба судна
Наразі судно призначили для роботи на терміналі у Дортйолі (де до того три роки працювала плавуча установка MOL FSRU Challenger, яка належить японсбкій компанії Mitsui). 22 квітня 2021-го Ertugrul Gazi увійшло у турецькі води.